# Morena Baccarin

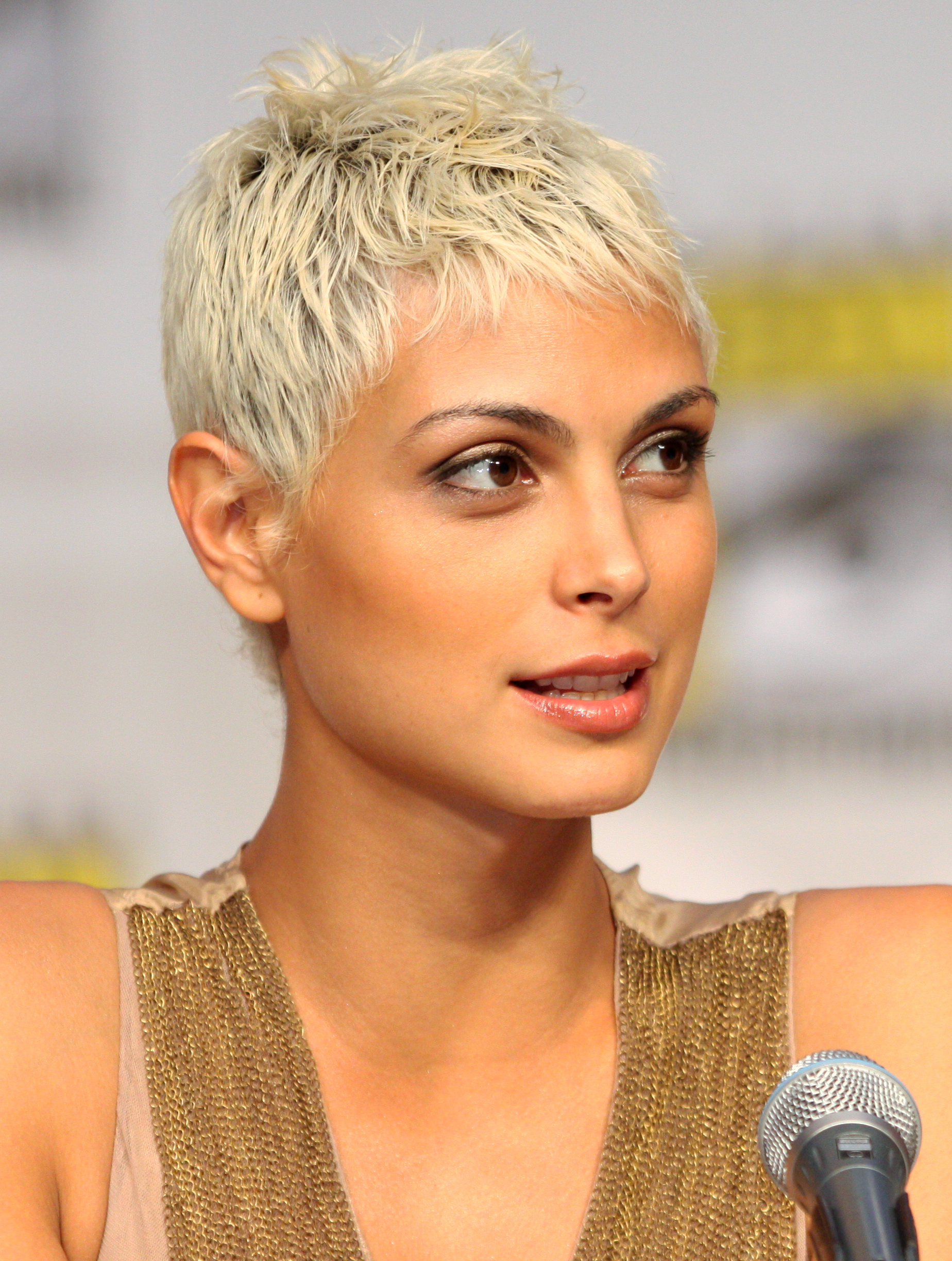
Morena Baccarin 2010.

Morena Baccarin, född 2 juni 1979 i Rio de Janeiro, är en brasiliansk-amerikansk skådespelare som bland annat medverkat i Firefly, Serenity, Stargate SG-1, V och Homeland.
Baccarin flyttade till New York 1989 när hennes far, den italienske journalisten Fernando Baccarin, sändes dit av sin redaktion. Hon studerade vid New York City Lab School for Collaborative Studies, där hon var klasskamrat med Claire Danes, som också medverkar i Homeland. Hennes mor Vera Setta är brasiliansk skådespelerska.
Den 26 november 2011 gifte hon sig med regissören Austin Chick. Paret fick en son tillsammans innan de ansökte om skilsmässa i juli 2015. Den 18 mars 2016 blev skilsmässan klar. Sedan 2015 lever Baccarin med sin kollega från "Gotham", Ben McKenzie, med vilken hon den 2 mars 2016 fick en dotter. År 2021 fick de en son tillsammans. 2017 gifte sig paret.

## Filmografi (i urval)
- 2002–2003 – Firefly (TV-serie)
- 2003–2004 – Still Life (TV-serie)
- 2004–2006 – Justice League Unlimited (TV-serie)
- 2005 – Serenity
- 2006–2007 – Stargate SG-1 (TV-serie)
- 2007 – Heartland (TV-serie)
- 2008 – Death in Love
- 2008 – Stargate: The Ark of Truth
- 2009 – Stolen
- 2009–2011 – V (TV-serie)
- 2011–2013 – Homeland (TV-serie)
- 2014–2021 – The Flash (TV-serie) (röstroll)
- 2014–2019 – Gotham (TV-serie)
- 2015 – Spy
- 2016 – Deadpool
- 2017 – Malevolent (röstroll)
- 2018 – Deadpool 2
- 2019 – Ode to Joy
- 2021 – Home Invasion (TV-serie)
- 2026 – Greenland: Migration
- 2026 – Masters of the Universe